# Éloy Chapsal
Pour les articles homonymes, voir Chapsal.
Jean Éloy Chapsal (25 juin 1811 - 20 juillet 1882) est un peintre français, directeur du Musée d'art et d'archéologie d'Aurillac, dans le Cantal.

## Biographie
Peintre né à Aurillac le 25 juin 1811d'un père chaudronnier, il découvre sa vocation alors qu’il vit encore dans le Cantal ; en 1830 il part à Paris suivre la formation de l’École des beaux-arts auprès des grands maîtres. Il fut membre des ateliers d’Antoine-Jean Gros, de Merry-Joseph Blondel, et de David d’Angers. Après quatre tentatives manquées pour obtenir le prix de Rome, objectif premier des élèves, il quitte peu à peu l’École. Il est marié à Marie Veysset le 9 juillet 1845.
À partir de 1840, il expose annuellement au Salon, pendant sept années consécutives, et se fait remarquer par la critique d’art parisienne.
Pourtant, alors que les prémices de la renommée semblent apparaître, Éloy Chapsal rentre définitivement dans sa ville natale, où il deviendra le peintre d’histoire et portraitiste officiel. Atteint d’une affection goutteuse depuis 1845, il quitte progressivement les stations de l’atelier, jusqu’à cesser de peindre totalement. Toutefois, Chapsal ne sombre pas dans l’inactivité, puisqu’en 1853 il devient le premier directeur du musée d’Aurillac, fonction qu’il conservera jusqu’à sa mort en 1882.
Sa production picturale, dont les recherches en cours n’ont permis de localiser qu’environ 10 % de la masse totale, est majoritairement constituée de portraits de la notabilité aurillacoise, mais aussi de toiles religieuses, paysages, peinture de genre. Les albums de dessins et les quelques esquisses peintes sont révélatrices d’une inspiration variée. Ses œuvres sont principalement conservées dans le département du Cantal (15), au musée d'art et d'archéologie d'Aurillac, mais de nombreuses demeures sont encore l’écrin discret (et de fait inconnu, malheureusement) de toiles du peintre aurillacois.
Aujourd'hui, Éloy Chapsal apparaît comme un acteur important de la vie artistique locale dans la deuxième moitié du XIXe siècle.

## Œuvres
La production d’Éloy Chapsal est majoritairement constituée de portraits, et presque toute la notabilité aurillacoise du XIXe siècle est passée par son atelier. Le portrait de condition, qui représente les personnes importantes de la population avec les attributs de leurs fonctions sociales, connaît une évolution cruciale au XIXe siècle : alors qu’il était surtout réservé à l’aristocratie, le portrait de condition s’ouvre peu à peu à la bourgeoisie, et on assiste à une progressive démocratisation du genre. Les familles, femmes et enfants deviennent aussi des modèles récurrents. Ces modifications internes au genre, qui se  mettent en place tout au long du siècle, sont visibles dans l’œuvre d’Éloy Chapsal. Chacun de ses portraits répond sensiblement aux mêmes types de représentation : les personnages sont présentés à mi-corps, avec un arrière-plan sobre et uniforme. Chapsal a portraituré la notabilité locale : les magistrats, les membres des grandes familles telles que les Delzons ou les Sarret, et sa production avoisine les deux cent quarante portraits.
Ainsi, pour exemple, le portrait de Louis-Furcy Grognier, réalisé en 1856 : Louis-Furcy Grognier, maire d’Aurillac de 1840 à 1848, s’est fait portraiturer par Chapsal à l’âge de 69 ans. Son visage est creusé grâce à la lumière qui arrive par la gauche, de laquelle il se détourne. Cela dissimule toute une partie de la tête dans l’ombre. Les traits de son visage sont fermes, et sa tenue très digne. Ce portrait est clairement celui d’un magistrat, avec la ceinture tricolore, et les décorations sur la poitrine. Le tableau est sobre : il se détache sur un fond clair uni, qui est à peine nuancé par une bande légèrement plus claire. Les contrastes sont adoucis, comme à la ceinture où le rouge est pâle et atténué par les passages de blanc. L’ensemble des couleurs est doux, et peu varié, alternant principalement entre des noirs, rouges, bleus et blancs clairs.

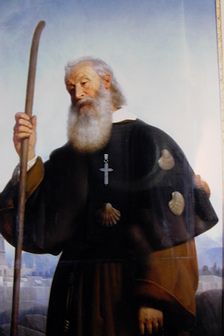
Le pèlerin de Saint-Jacques, par Éloy Chapsal (Musée d'Aurillac).

Les portraits d’histoire, autre catégorie du genre pratiquée par Chapsal, constituent une part très importante de sa production, bien qu’en plus faible quantité. En effet, le portrait d’histoire est élevé à une dimension supérieure à celle du simple portrait, par l’introduction de l’Histoire. Les portraits d’histoire de Chapsal représentent des héros du passé d’Aurillac, tels que Guy de Veyre, Louis Laparra de Fieux, et les généraux napoléoniens Alexis Joseph Delzons et Jacques Zacharie Destaing.
L’autre partie des œuvres d’Éloy Chapsal concerne les peintures religieuses. L’Aurillacois est l’un des douze artistes cantaliens ayant peint au moins un tableau à sujet religieux au XIXe siècle. Ses œuvres sont aujourd’hui majoritairement conservées dans les églises du département, ou au musée d'art et d'archéologie d'Aurillac. C’est d’ailleurs là qu’est exposée le Pèlerin de Saint-Jacques, œuvre dont l’inspiration religieuse est très intense. Le pèlerin est présenté grandeur nature, dans une toile de grandes dimensions. Le visage est étonnant de réalisme, les traits sont rendus avec une extrême finesse, ce qui place ce tableau à la limite d’un portrait ; d’ailleurs, le modèle de Chapsal fut l’un des derniers membres de la confrérie de Saint-Jacques d’Aurillac, ce qui expliquerait l’étonnante présence physique de ce personnage. On l’identifie facilement à un pèlerin de l’ordre de Saint-Jacques grâce aux coquilles sur la pèlerine et au bourdon dans sa main droite. Cette toile, exposée au Salon de 1846, fut remarquée et favorablement critiquée dans le Journal des Artistes du 17 mai 1846 : « Belle tête que celle-là, expressive, largement faite et méritant, comme elle les a eu, les honneurs du Salon Carré ! ». Le Pèlerin de Saint-Jacques fut une des premières œuvres de la collection du musée d’Aurillac, dont Chapsal devint le premier directeur en 1853.
Éloy Chapsal, par l’École des beaux-arts et par sa participation au Salon, suivit une formation orientée dans le sens de l’Académie et du style néoclassique. Pourtant, ses œuvres sont révélatrices de la perméabilité de cet artiste aux différents courants qui apparaissent au XIXe siècle. Il subit notamment l’influence du romantisme, certaines toiles le montrent très clairement. Le Poète mourant à l’hôpital en est un exemple intéressant, car il s’agit aussi de la seule scène de genre retrouvée. 
Ces multiples influences sont aussi visibles à travers la grande collection de dessins que Chapsal a conservés tout au long de sa vie : majoritairement composés d’études d’atelier, on trouve aussi des croquis de membres de son entourage, des travaux préparatoires, des paysages.

## Salons

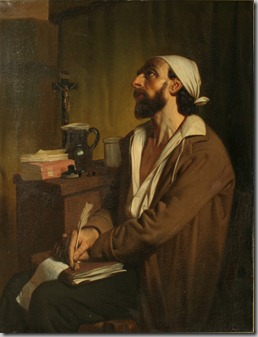
Le poète mourant à l’hôpital, Salon de 1842.

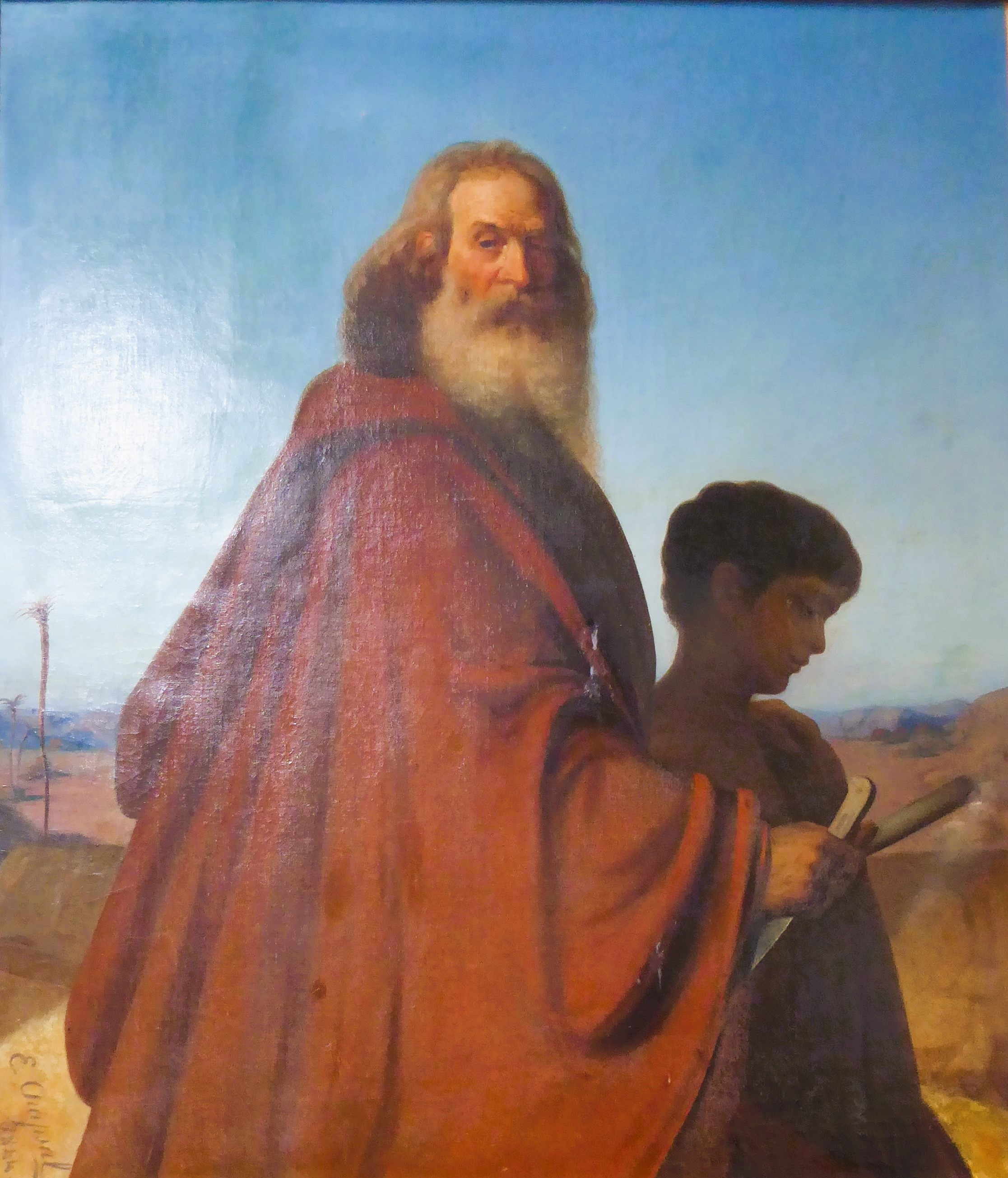
Le sacrifice d'Abraham, 1844, musée de Châteaudun.

- 1840
  - 239 - Portrait d'homme.
- 1841
  - 315 - Paysage.
  - 316 - Portrait de M. Antonin R.
  - 317 - Portrait de M. J.C.
- 1842
  - Poète mort à l'hôpital.

« Sa voix mourante à son luth solitaire
Confie encore un chant religieux ;
Mais ce doux chant commencé sur la terre
Devait hélas ! s'achever dans les cieux. »
Charles-Hubert Millevoye
- 1843
  - 204 - Portrait en pied de Mme la comtesse de F.
- 1844
  - Le Sacrifice d'Abraham, musée des Beaux-Arts et d'Histoire Naturelle de Châteaudun.
- 1845
  - Portrait de Jules C.
- 1846
  - 345 - Le Pèlerin de Saint-Jacques.